# آرثر لونش (لاعب كرة قدم أمريكية)
آرثر لونش (بالإنجليزية: Arthur Lynch)‏ هو لاعب كرة قدم أمريكية أمريكي، ولد في 17 يونيو 1990 في دارتموث في الولايات المتحدة.

## وصلات خارجية
- آرثر لونش على موقع مرجع كرة القدم المحترفة.كوم (الإنجليزية)